# Філіпп II (герцог Бургундії)
Філіпп II Сміливий (17 січня 1342 , Понтуаз— 27 квітня 1404, Галле) — герцог Бургундії у 1363–1404 роках, визначний політичний діяч.

## Біографія

### Молоді роки
Походив з династії Валуа. Четвертий син Іоанна II, короля Франції, та Бони Люксембурзької. На відміну від інших синів Іоанна, спочатку не отримав домену. Тому деякий час Філіппа називали «Безземельним». Навчався у Сільвества дела Сервеля, у якого студіював латину та граматику. У 1350 році його батько став королем. Впровадив Орден Зірки, кавалером якого у 1352 році став Філіпп. У 1356 році відзначився у битві при Пуатьє з англійцями. За виявлену хоробрість отримав прізвисько «Сміливий». Втім разом з батьком потрапив у полон. Спочатку перебував у Бордо, згодом Філіпа було доставлено до Лондону.
Здобув волю лише після перемир'я у Бретіньї у 1360 році. Тоді ж отримав перший свій титул — герцога Туренського. У 1361 році помер Філіп I, герцог Бургундії. Його спадкоємцем став король Франції. Згодом у 1363 році він зробив свого сина Філіппа Туренського спочатку королівським намісником Бургундії, а 6 вересня того ж року Іоанн II надав Бургундське герцогство Філіппу в апанаж, після чого Філіпп став герцогом Бургундським, але був змушений відмовитися від Туренського герцогства.

### Володар Бургундії
З самого початку Філіппу II Бургундському довелося приборкувати місцевих баронів, а також боротися з численними бандами розбійників. Йому вдалося придушити заколот графів на чолі із Жаном Нефштательським. і незабаром встановити міцний мир у герцогстві.

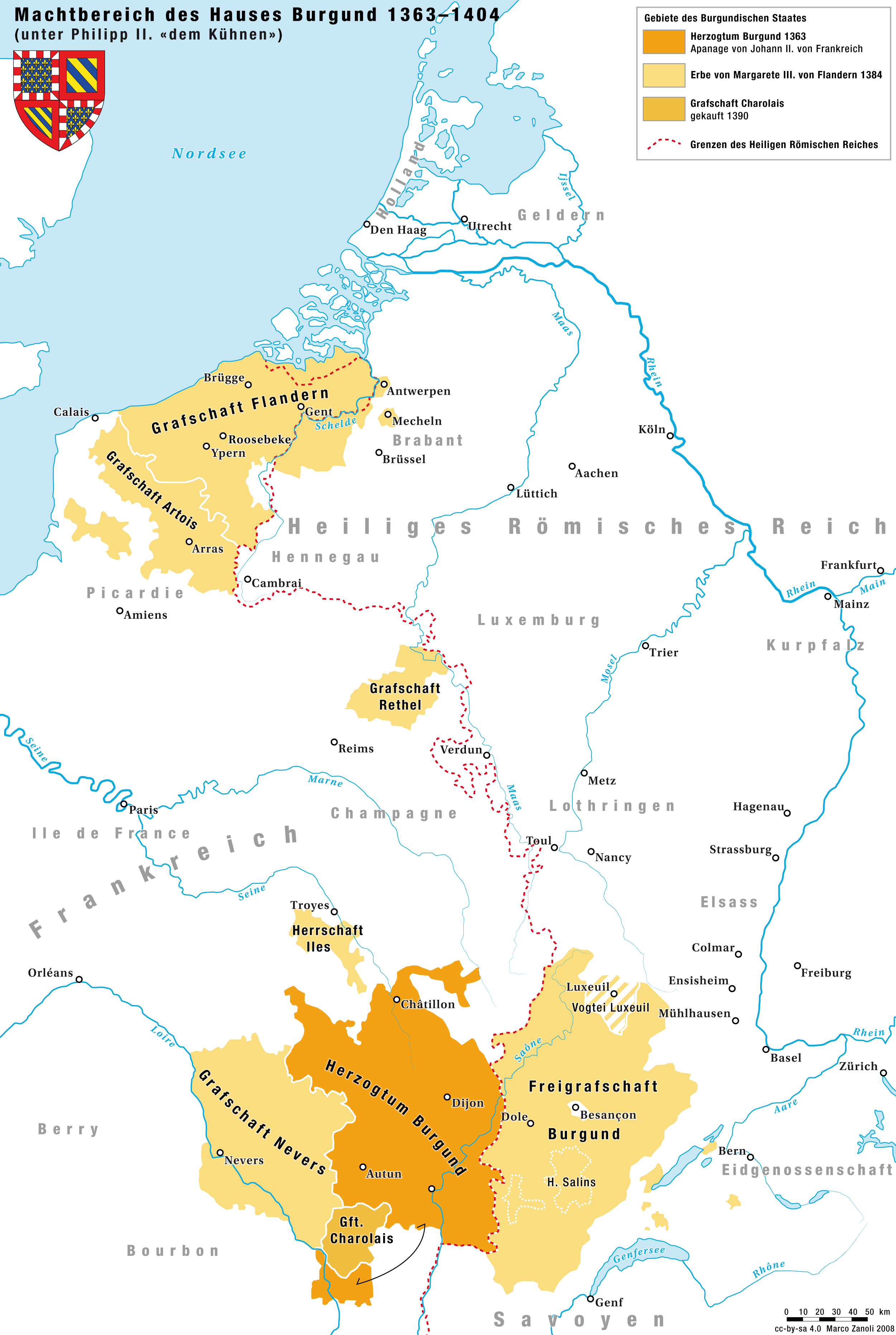
Володіння Філіппа II

Водночас вступив у протистояння з Едумундом Плантагенетом, графом Кембриджським, за руку графині Фландрії Маргарити III. У цій справі Філіппу II допоміг його брат король Карл V та Папа Римський Урбан V. Зрештою у 1369 році відбулося весілля. Як посаг Філіп Бургундський отримав французькі графства Фландрія, Артуа, Ретель, Невер, а також Вільне Бургундське графство (Франш-Конте) в Священній Римській імперії. Спочатку Філіпп II підтримував гарні стосунки з фламандськими та брабантськими містами. Втім у 1380 році він втрутився у суперечку на боці тестя Людовіка II Мальського. Це спричинило конфлікт Бургундії із впливовими містами Гент, Брюгге, Іпр. Лише за допомогою короля Карла VI у 1382 році Філіпп здобув перемогу над бунтівними містами на чолі з Філіппом ван Артевельде. Втім незабаром за допомоги англійців фламандці знову повстали. Виснажливу боротьбу з Фландрією Філіпп II зумів завершити лише у 1385 році, уклавши мир у Турне. Згідно з договором Філіп II надавав прощення бунтівникам, визнавав їх привілеї, навзаєм фламандські міста визнали Філіппа за свого володаря.
У 1386—1388 роках намагався боротися проти англійців і фламандців у Нідерландах, втім зазнав поразки.
Зрештою, зміцнивши своє становище у графствах дружини, Філіпп II починає проводити активну зовнішню політику, сподіваючись підвищити статус Бургундії в Європі. Укладені союзи з Австрійським, Баварським, Люксембурзьким, Савойським герцогствами. У 1390 році у графів Арманьяк купив графство Шароле за 60 тисяч золотих.

### Боротьба у Франції
Водночас посилився вплив Філіппа II усередині Франції. У 1380 році помер король Карл V. Разом з іншими братами Філіпп Бургундський став опікуном свого небожа Карла VI. Незабаром до 1382 року Філіпп II зумів зосередити усю владу у своїх руках. З цього моменту до 1388 року він був фактичним володарем Франції. На посаді регента він зміг придушити повстання у містах північно—західної Франції, викликане великими податками.
У 1388 році Філіпп Бургундській склав свої повноваження регента. Втім у 1392 році з королем Карлом VI трапився психічний розлад. Тоді Філіпп Бургундський за допомогою свого брата Жана Беррійського знову отримав посаду регента. Проте йому довелося боротися за посаду регента з Людовиком Орлеанським.
У 1398 році Філіпп II Бургундський спробував подолати велику схизму у католицькій церкві, проте марно.
У 1402 році становище Філіппа II як фактичного володаря Франції остаточно затвердилося. Свою владу він зберіг до самої смерті 27 квітня 1404 року.

## Родина
Дружина — Маргарита III (1350 — 1405), пфальцграфиня Бургундії, графиня Фландії, Неверу, Ретеля та Артуа
Діти:
1. Іоанн (1371—1419) — герцог Бургундії з 1404 до 1419 року
2. Карл (1372—1373)
3. Маргарита (1374—1441) — дружина Вільгельма II Вітельсбаха, герцога Баварії
4. Людовик (1377—1378)
5. Катерина (1378—1425) — дружина Леопольда IV Габсбурга, герцога Австрії
6. Бона (1379—1399)
7. Антуан (1384—1415) — герцог Брабанту, загинув в битві під Азенкуром
8. Марія (1386—1422) — дружина Амадея VIII, герцога Савої
9. Філіпп (1389—1415) — граф Невера та Ретеля.